# Juniorvärldsmästerskapen i alpin skidsport 2022
Juniorvärldsmästerskapen i alpin skidsport 2022 hölls mellan den 3 och 9 mars 2022 i Panorama Mountain Village i Invermere, Kanada. Mästerskapen var de 41:a i ordningen. Idrottare födda mellan 2001 och 2005 var berättigade att delta. Efter att programmet minskats under de föregående två åren på grund av covid-19-pandemin utökades det återigen. Störtlopp, kombination och lagtävlingen återvände till detta år.

## Medaljsammanfattning

### Herrar
| Gren        | Guld                        | Guld    | Silver                     | Silver  | Brons                     | Brons           |
| Störtlopp   | Giovanni Franzoni Italien   | 1.25,56 | Franjo von Allmen Schweiz  | 1.25,80 | Luis Vogt Tyskland        | 1.26,15         |
| Super-G     | Isaiah Nelson USA           | 1.06,57 | Franjo von Allmen Schweiz  | 1.06,70 | Giovanni Franzoni Italien | 1.06,98         |
| Kombination | Giovanni Franzoni Italien   | 2.02,88 | Marco Abbruzzese Italien   | 2.02,94 | Ingen tilldelad           | Ingen tilldelad |
| Kombination | Giovanni Franzoni Italien   | 2.02,88 | Franjo von Allmen Schweiz  | 2.02,94 | Ingen tilldelad           | Ingen tilldelad |
| Storslalom  | Alexander Steen Olsen Norge | 2.39,24 | Filippo Della Vite Italien | 2.39,84 | Lukas Paßrugger Österrike | 2.40,14         |
| Slalom      | Alexander Steen Olsen Norge | 1.33,11 | Fabian Ax Swartz Sverige   | 1.34,12 | Linus Witte Tyskland      | 1.34,25         |

### Damer
| Gren        | Guld                      | Guld    | Silver                    | Silver  | Brons                        | Brons   |
| Störtlopp   | Magdalena Egger Österrike | 1.28,33 | Emma Aicher Tyskland      | 1.28,46 | Lauren Macuga USA            | 1.28,58 |
| Super-G     | Magdalena Egger Österrike | 1.08,34 | Ava Sunshine Jemison USA  | 1.08,79 | Victoria Olivier Österrike   | 1.09,05 |
| Kombination | Marie Lamure Frankrike    | 2.03,73 | Magdalena Egger Österrike | 2.04,10 | Aline Höpli Schweiz          | 2.04,37 |
| Storslalom  | Magdalena Egger Österrike | 2.31,02 | Emma Aicher Tyskland      | 2.31,24 | Zrinka Ljutić Kroatien       | 2.32,03 |
| Slalom      | Zrinka Ljutić Kroatien    | 1.39,88 | Emma Aicher Tyskland      | 1.40,72 | Moa Boström Müssener Sverige | 1.41,09 |

### Mixed
| Gren           | Guld                                                                     | Guld                                                                     | Silver                                                                  | Silver                                                                  | Brons                                                           | Brons                                                           |
| Parallell, lag | Kanada Cassidy Gray Étienne Mazellier Justine Lamontagne Raphaël Lessard | Kanada Cassidy Gray Étienne Mazellier Justine Lamontagne Raphaël Lessard | Österrike Victoria Olivier Joshua Sturm Magdalena Egger Lukas Paßrugger | Österrike Victoria Olivier Joshua Sturm Magdalena Egger Lukas Paßrugger | Schweiz Delphine Darbellay Reto Mächler Delia Durrer Eric Wyler | Schweiz Delphine Darbellay Reto Mächler Delia Durrer Eric Wyler |

### Medaljtabell
*   Värdland ( Kanada)
| Nr                   | Nation               | Guld | Silver | Brons | Totalt |
| -------------------- | -------------------- | ---- | ------ | ----- | ------ |
| 1                    | Österrike            | 3    | 2      | 2     | 7      |
| 2                    | Italien              | 2    | 2      | 1     | 5      |
| 3                    | Norge                | 2    | 0      | 0     | 2      |
| 4                    | USA                  | 1    | 1      | 1     | 3      |
| 5                    | Kroatien             | 1    | 0      | 1     | 2      |
| 6                    | Frankrike            | 1    | 0      | 0     | 1      |
| 6                    | Kanada*              | 1    | 0      | 0     | 1      |
| 8                    | Schweiz              | 0    | 3      | 2     | 5      |
| 8                    | Tyskland             | 0    | 3      | 2     | 5      |
| 10                   | Sverige              | 0    | 1      | 1     | 2      |
| Totalt (10 nationer) | Totalt (10 nationer) | 11   | 12     | 10    | 33     |